# Rapides Rusizi
Rapides Rusizi är en fors i Burundi.   Den ligger i provinsen Cibitoke, i den nordvästra delen av landet, 60 kilometer nordväst om huvudstaden Bujumbura. Rapides Rusizi ligger 844 meter över havet.
Terrängen runt Rapides Rusizi är varierad. Rapides Rusizi ligger nere i en dal. Närmaste större samhälle är Cibitoke, 3,6 kilometer öster om Rapides Rusizi.
Omgivningarna runt Rapides Rusizi är en mosaik av jordbruksmark och naturlig växtlighet. Runt Rapides Rusizi är det tätbefolkat, med 308 invånare per kvadratkilometer.